# John Gerrard Keulemans
John Gerrard Keulemans, né Johannes Gerardus Keulemans le 8 juin 1842 à Rotterdam et mort le 29 mars 1912 à Londres, est un peintre et un illustrateur néerlandais.
Keulemans est célèbre pour ses lithographies d'oiseaux.

## Biographie
John Gerrard Keulemans achète une plantation en Afrique dans le but de s'y installer mais son projet fait faillite. Keulemans revient en Europe et devient illustrateur ; il est souvent assisté par sa femme (même si celle-ci n'est guère mentionnée). Il est soutenu dans cette nouvelle orientation par Hermann Schlegel, directeur du muséum d'histoire naturelle de Leyde. Celui-ci l'envoie en mission en Afrique de l'ouest en 1864. À son retour en Europe en 1866, Schlegel le recommande au British Museum. Keulemans s'installe alors en Grande-Bretagne.

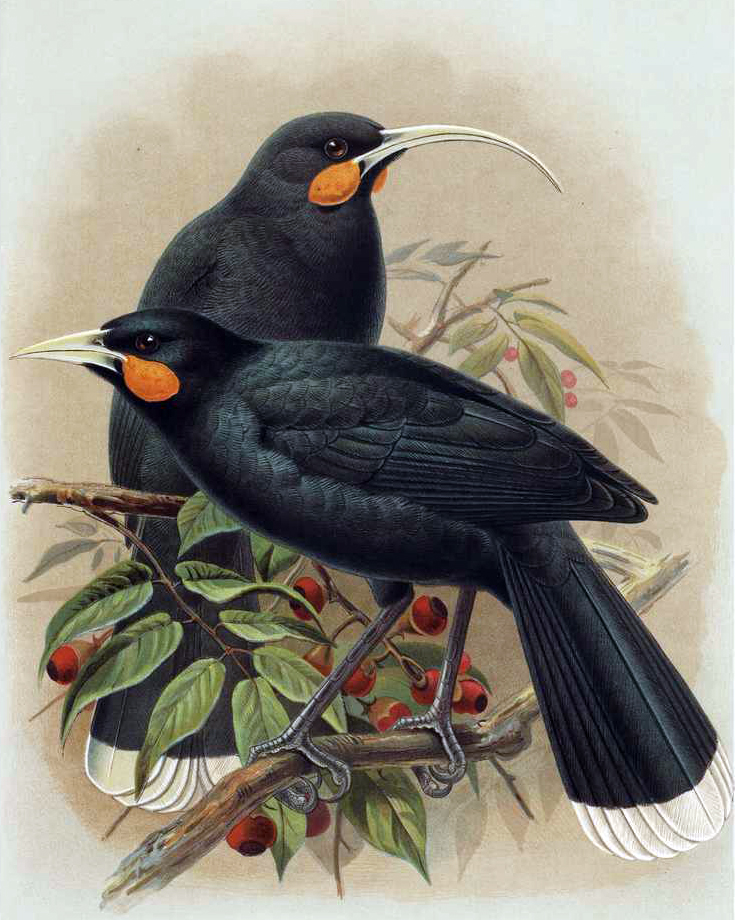
Lithographie d'Huias.

Ses observations sur les nectariniidés en Afrique, lui permettent  d'illustrer avec beaucoup de talents l'ouvrage de George Ernest Shelley (1840-1910), Monograph of the Nectarinidae (1876).
Il participe aux 27 volumes du Catalogue of the Birds du British Museum (de 1874 à 1898). C'est un auteur très prolifique : il réalise aussi 73 planches pour l'ouvrage de Daniel Giraud Elliot (1835-1915), Monograph of the Hornbills (1887-1892), 120 pour celui de Richard Bowdler Sharpe (1847-1909), Monograph on Kingfishers (1868-1871), 149 pour Henry Seebohm (1832-1895), Monograph on Thrushes (1902) et 84 pour Osbert Salvin (1835-1898), Biologia Cantral Americana (1879-1904), pour Henry Eeles Dresser (1838-1915), Birds of Europe (1871-1896) et pour Sir Walter Lawry Buller (1838-1906), A History of the Birds of New Zealand (1838-1906). Il illustre également certains articles scientifiques, notamment pour le Transactions of the Zoological Society of London.
L’History of the Birds of New Zealand, de Sir Buller, est imprimé en 500 exemplaires avec 36 planches lithographiques coloriées une par une à la main. Le succès est tel, qu'une seconde édition est initiée incluant plus de détails (notamment les synonymies, la distribution des espèces) et notamment la description de nouvelles espèces. Les lithographies de la première édition étant perdues, Keulemans redessine tout. Cette seconde édition paraît en treize livraisons entre juillet 1887 et décembre 1888 (et sera plus tard augmentée par deux nouveaux volumes en 1905 et 1906). Le tirage est de 1 000 exemplaires et de 500 pour les suppléments.
Il racontait que de curieux phénomènes de clairvoyance pouvaient lui arriver quand il dessinait les yeux des oiseaux.